# Chromosera
Chromosera is een geslacht van schimmels behorend tot de familie Hygrophoraceae. De typesoort is Chromosera cyanophylla.

## Soorten
Volgens Index Fungorum telt het geslacht zes soorten (peildatum december 2021):
| Soortnaam                 | Auteur(s)                            | Publicatiejaar |
| ------------------------- | ------------------------------------ | -------------- |
| Chromosera ambigua        | Tanchaud, Jargeat & Eyssart.         | 2019           |
| Chromosera citrinopallida | (A.H. Sm. & Hesler) Vizzini & Ercole | 2012           |
| Chromosera cyanophylla    | (Fr.) Redhead, Ammirati & Norvell    | 2011           |
| Chromosera lilacina       | (P. Karst.) Vizzini & Ercole         | 2012           |
| Chromosera viola          | (J. Geesink & Bas) Vizzini & Ercole  | 2012           |
| Chromosera xanthochroa    | (P.D. Orton) Vizzini & Ercole        | 2012           |